# Mmm Mmm Mmm Mmm
Mmm Mmm Mmm Mmm ist eine von Brad Roberts geschriebene Folk-Rock-Ballade, die im Oktober 1993 von der kanadischen Band Crash Test Dummies veröffentlicht wurde. Der Song wurde ein internationaler Erfolg und konnte sich gemeinsam mit dem Album God Shuffled his Feet unter anderem in Deutschland auf Platz eins der Singlecharts platzieren. Der Song wurde zudem für die Grammy Awards 1995 in der Rubrik Grammy Award for Best Pop Performance by a Duo or Group with Vocals nominiert.

## Entstehung und Veröffentlichung
Mmm Mmm Mmm Mmm wurde von Brad Roberts, dem Sänger und Gitarristen der kanadischen Folk-Rock-Band Crash Test Dummies, geschrieben und mit diesen am 1. Oktober 1993 als Single bei BMG/Arista veröffentlicht. Neben dem Titelsong enthielt die Single den Superman's Song vom Debütalbum der Band sowie How Does A Duck Know?. Am 26. Oktober erschien zudem das Album God Shuffled his Feet, auf dem Mmm Mmm Mmm Mmm und How Does A Duck Know? enthalten sind, Nach dem Erfolg von Mmm Mmm Mmm Mmm veröffentlichte die Band mit Swimming in Your Ocean (Januar 1994), Afternoons & Coffeespoons (Juni 1994) und dem Titelsong God Shuffled His Feet (Oktober 1994) drei weitere Singles aus dem Album, die allerdings nicht an den Erfolg der ersten Single anschließen konnten. Vertrieben wurde die Single durch das Label Arista Records.
God Shuffled His Feet war das zweite Album der Band. Mit dem Vorgänger The Ghosts That Haunt Me war die Band in ihrem Heimatland Kanada sehr erfolgreich. Es stieg bis auf Platz 2 der kanadischen Albencharts und wurde vierfach mit Platin ausgezeichnet, während es abseits von Kanada kaum wahrgenommen wurde. Obwohl God Shuffled His Feet und vor allem die Single Mmm Mmm Mmm Mmm international erfolgreich wurde, konnten beide Veröffentlichungen den Erfolg des Debütalbums nicht erreichen.

## Inhalt
Das Lied wird als ruhige Ballade mit der markanten tiefen Stimme von Brad Roberts vorgetragen und vor allem durch Piano, akustische Gitarren, Schlagzeug und Bass begleitet. Es setzt mit einem Intro des Pianos und einer Akustikgitarre ein, das direkt in die erste Strophe übergeht. Ab der zweiten Strophe kommen Schlagzeug- und Bassbegleitung hinzu. Zwischen dem folgenden Refrain und der dritten Strophe ist als dynamischer Höhepunkt des Songs ein Zwischenstück platziert, in dem erstmals ein Background-Chor zu hören ist. Die dritte Strophe beginnt zurückgenommen, wobei das Schlagzeug bis zum Refrain auf Rimclicks und Hi-Hat reduziert wird. Es folgt ein Abschnitt Chor-Vokalise, worauf der Song instrumental ausklingt und in einer Geräuschteppich nächtlichen Grillenzirpens endet.
Jede der drei Strophen beschreibt textlich das Schicksal eines anderen Kindes. Statt eines Refrains summt der Sänger das titelgebende „Mmm Mmm Mmm Mmm“ zwischen den einzelnen Strophen.
Die erste Strophe beschreibt einen Jungen, der nach einem Unfall einige Zeit nicht in die Schule kommen konnte; durch den Unfall hatten sich seine Haare von schwarz in schlohweiß verfärbt. In der zweiten Strophe geht es um ein Mädchen, das sich nie mit den anderen Mädchen im Umkleideraum umziehen wollte, weil ihr Körper von Muttermalen übersät war. Im Zwischenstück wird das Schicksal des in der dritten Strophe vorgestellten Jungen angekündigt, den es nach Ansicht der beiden Kinder noch härter traf: Er durfte nach der Schule nie mit den anderen Kindern spielen und musste immer direkt nach Hause kommen. Seine Eltern waren stark religiös und Anhänger der Pfingstbewegung, die regelmäßig mit ihm in die Kirche gingen und dort mit ihm über den Kirchenboden krochen.

“′Cause then there was this boy whose

Parents made him come directly home right after school

And when they went to their church

They shook and lurched all over the church floor

He couldn′t quite explain it

They'd always just gone there”

„Denn dann war da dieser Junge, dessen

Eltern ihn direkt nach der Schule nach Hause kommen ließen

Und als sie in ihre Kirche gingen

schüttelten sie sich und taumelten über den ganzen Kirchenboden

Er konnte es sich nicht recht erklären

Sie waren immer nur dorthin gegangen“

In den letzten beiden Strophen können die Kinder ihre Situation nicht erklären, sodass sich die Textzeile „He/She couldn′t quite explain it“ jeweils am Ende dieser Strophen wiederfindet.
Nach einem Interview für songfacts.com wurde Roberts bei der Darstellung der Kinder in den Strophen teilweise durch eigene Erfahrungen inspiriert. So hat er selbst ein Muttermal am Rücken und wurde dafür von seinen Mitschülern gehänselt. Zudem war er selbst mehrfach bei Autounfällen dabei und ließ sich bei der Geschichte des Jungen, dessen Haar sich verfärbte, durch einen Bericht eines Mannes inspirieren, der mit seinem Boot die Niagarafälle hinabstürzte. Die dritte Strophe wurde inspiriert durch eine Freundin, deren Eltern bei der Pfingstbewegung waren, und die mit diesen regelmäßig in den Gottesdienst gehen musste.

## Musikvideo
Das offizielle Musikvideo ist in Form eines Schultheaterstücks gestaltet, bei dem die drei Strophen nachgestellt werden. Es beginnt damit, dass einzelne Erwachsene durch das Foyer das Theater betreten und von einem verkleideten Jungen Programmzettel bekommen. Die Musiker, die zu Beginn und zwischen den einzelnen Szenen in den Vordergrund rücken, übernehmen die Rolle der musikalischen Erzähler und spielen dabei auf ihren Gitarren das Lied. Jeweils zu Beginn der Strophen rückt die Szene auf der Bühne in den Vordergrund, die den Inhalt der Strophen als Theaterspiel mit den jeweiligen Protagonisten darstellt. Von der Bühne aus wird dann jeweils ein Elternpaar im Publikum mit deren Reaktion gezeigt.

## Kommerzieller Erfolg

### Chartplatzierungen
Die Single Mmm Mmm Mmm Mmm stieg erstmals am 29. Januar 1994 in die US-Billboardcharts ein und stieg bis auf Platz 4. Insgesamt war sie 24 Wochen in den Charts vertreten, zum letzten Mal war sie am 9. Juli des Jahres verzeichnet. In Deutschland kam das Lied am 9. Mai 1994 in die Singlecharts und stieg am 18. Juli bis auf Platz eins, wo es eine Woche blieb. Insgesamt war es 25 Wochen in den Charts, davon zwölf Wochen in den Top 10, bevor es am 24. Oktober 1994 zum letzten Mal notiert war. Sowohl in die österreichische Austria Top 40 wie auch in die Schweizer Hitparade kam das Lied jeweils am 22. Mai 1994. In Österreich steig es bis auf Platz 3 und blieb 18 Wochen in der Hitparade, davon 13 in den Top 10. In der Schweiz kam es bis auf Platz 7 und war 24 Wochen verzeichnet, davon 7 in den Top 10. Auch in den britischen Charts war Mmm Mmm Mmm Mmm vertreten und stieg dort bis auf Platz 2. Weitere Nummer-eins-Platzierungen verzeichnete das Lied in Australien, Belgien, Schweden und Norwegen.
Im Heimatland der Band, in Kanada, war die Single und das Album im Gegensatz zum ersten Album weniger erfolgreich und nach Ansicht von Roberts wurde die Band sowohl von den Radiosendern wie auch den Zeitungen weitgehend verrissen.
| ChartsChartplatzierungen       | Höchstplatzierung | Wochen |
| ------------------------------ | ----------------- | ------ |
| Deutschland (GfK)              | 1 (25 Wo.)        | 25     |
| Österreich (Ö3)                | 3 (18 Wo.)        | 18     |
| Schweiz (IFPI)                 | 7 (24 Wo.)        | 24     |
| Vereinigte Staaten (Billboard) | 4 (24 Wo.)        | 24     |
| Vereinigtes Königreich (OCC)   | 2 (11 Wo.)        | 11     |

| ChartsJahrescharts (1994)      | Platzierung |
| ------------------------------ | ----------- |
| Deutschland (GfK)              | 13          |
| Österreich (Ö3)                | 11          |
| Schweiz (IFPI)                 | 19          |
| Vereinigte Staaten (Billboard) | 35          |

### Auszeichnungen für Musikverkäufe
In Deutschland wurde die Single zudem mit einer Goldenen Schallplatte ausgezeichnet, das Album bekam Platin. In den Vereinigten Staaten wurde die Single mit einer Goldenen Schallplatte ausgezeichnet, in Großbritannien bekam sie eine Silberne Schallplatte.
| Land/Region                  | Auszeichnungen für Musikverkäufe (Land/Region, Auszeichnung, Verkäufe) | Verkäufe  |
| ---------------------------- | ---------------------------------------------------------------------- | --------- |
| Australien (ARIA)            | Platin                                                                 | 70.000    |
| Dänemark (IFPI)              | Gold                                                                   | 45.000    |
| Deutschland (BVMI)           | Gold                                                                   | 250.000   |
| Neuseeland (RMNZ)            | Platin                                                                 | 10.000    |
| Norwegen (IFPI)              | Platin                                                                 | 20.000    |
| Vereinigte Staaten (RIAA)    | Gold                                                                   | 500.000   |
| Vereinigtes Königreich (BPI) | Gold                                                                   | 400.000   |
| Insgesamt                    | 4× Gold · 3× Platin ·                                                  | 1.295.000 |

## Coverversionen
Mmm Mmm Mmm Mmm wurde nach seiner Veröffentlichung von mehreren Musikern gecovert. Dabei wurde das Lied in der Regel wie der Originalsong ebenfalls als ruhige Ballade interpretiert, bei einzelnen Covern wird der Song allerdings auch als Dancetrack oder als Parodie genutzt. Bekannt wurde vor allem die Parodie Headline News von Weird Al Yankovic von 1994 und die deutsche Band J.B.O. baute das Lied 1995 neben anderen Songs in ihr Odysse auf UKW auf ihrem Debütalbum Explizite Lyrik ein. Brad Roberts selbst veröffentlichte 2001 sein Live-Soloalbum Crash Test Dude: Brad Roberts Live Singing Your Favorite Hits, auf dem er auch Mmm Mmm Mmm Mmm neu aufnahm.
Zu den Bands und Interpreten, die das Lied in einer Coverversion veröffentlichten, gehören: u. a.
- 1994: Weird Al Yankovic – Headline News
- 1994: Onda Choc – Sem saber o que dizer (portugiesisch)
- 1995: J.B.O. – Odysse auf UKW (Zitat)
- 2006: David Owe – Mmm Mmm Mmm Mmm
- 2007: Erdmöbel – Da war mal ein Junge
- 2014: Wayne Brady & Alan Thicke – Mmm Mmm Mmm Mmm (Hymym Version)